# São Julião (Setúbal)
São Julião – dawna parafia (freguesia) gminy Setúbal i jednocześnie miejscowość w Portugalii. W 2011 zamieszkiwało ją 16 740 mieszkańców, na obszarze 4,08 km².